# Alphonse Bertillon

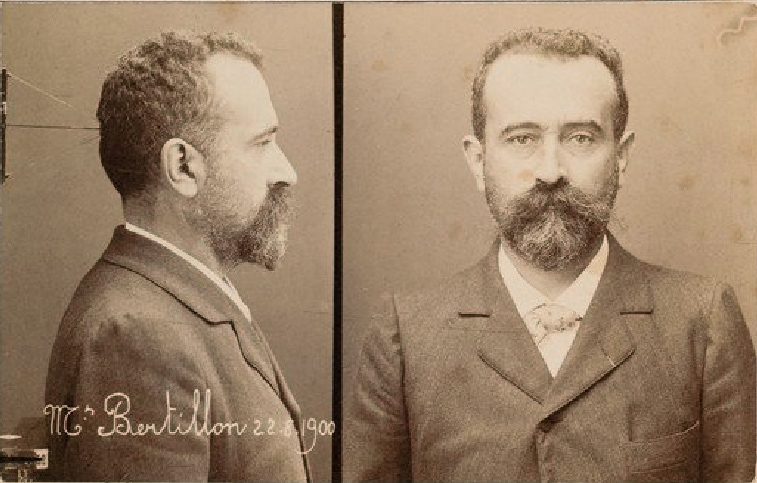
Alphonse Bertillon

Alphonse Bertillon (ur. 24 kwietnia 1853 w Paryżu, zm. 13 lutego 1914 tamże) – francuski uczony, funkcjonariusz policji.
Był twórcą antropometrii kryminalnej, techniki identyfikacyjnej opierającej się na założeniu, że niektóre wymiary ciała ludzkiego (np. wzrost, obwód głowy, długość ręki) są niezmienne od osiągnięcia dojrzałości. Technika ta okazała się jednak mało skuteczna, a przy tym skomplikowana oraz czasochłonna, i została wyparta przez daktyloskopię. Swoje poglądy Bertillon przedstawił w wydanym w 1893 r. dziele "Identification anthropométrique".